# گویجه
گویجه، روستایی از توابع بخش کلیائی شهرستان سنقر در استان کرمانشاه ایران است.درحال حاضر این روستا خالی از سکنه بوده و تعدادی ازکشاورزان به صورت فصلی جهت جمع‌آوری محصولات کشاورزی به روستا رفت و آمد می‌کنند.

## جمعیت
این روستا در دهستان آگاهان قرار دارد و براساس سرشماری مرکز آمار ایران در سال ۱۳۸۵، جمعیت آن ۳۵ نفر (۱۱خانوار) بوده‌است.